# 深溝駅
深溝駅（ふかみぞえき）は、山口県山口市深溝字松原南にある、西日本旅客鉄道（JR西日本）宇部線の駅。

## 歴史
- 1925年（大正14年）3月26日：宇部鉄道の小郡駅（現・新山口駅） - 本阿知須駅（現・阿知須駅）間延伸により開業[3]。
  - 当時の所在地表示は山口県吉敷郡嘉川村深溝であった[3]。
- 1943年（昭和18年）5月1日：宇部鉄道国有化[3][4]。国有鉄道宇部東線の駅となる[4]。
- 1948年（昭和23年）2月1日：宇部東線が宇部線に改称され、当駅もその所属となる[4]。
- 1983年（昭和58年）3月8日：荷物扱い廃止[5]。駅員無配置駅となる[6]。
- 1987年（昭和62年）4月1日：国鉄分割民営化により、西日本旅客鉄道の駅となる[4]。

## 駅構造
相対式ホーム2面2線で、交換設備を有する地上駅である。駅舎はあるが無人駅である。上りホーム側に面して駅舎があり、下りホームへは跨線橋で連絡している。

### のりば
| のりば | 路線    | 方向 | 行先               |
| ------ | ------- | ---- | ------------------ |
| 1      | ■宇部線 | 下り | 宇部新川・居能方面 |
| 2      | ■宇部線 | 上り | 新山口行き         |

※のりば番号は駅自動放送でのみ呼称される。駅舎側が2番のりばである。

## 利用状況
1日の平均乗車人員は以下の通りである。
| 乗車人員推移 | 乗車人員推移 |
| 年度         | 1日平均人数  |
| ------------ | ------------ |
| 1999         | 116          |
| 2000         | 109          |
| 2001         | 103          |
| 2002         | 90           |
| 2003         | 86           |
| 2004         | 80           |
| 2005         | 84           |
| 2006         | 73           |
| 2007         | 84           |
| 2008         | 63           |
| 2009         | 64           |
| 2010         | 61           |
| 2011         | 57           |
| 2012         | 61           |
| 2013         | 65           |
| 2014         | 56           |
| 2015         | 57           |
| 2016         | 65           |
| 2017         | 99           |
| 2018         | 86           |
| 2019         | 85           |
| 2020         | 79           |
| 2021         | 69           |
| 2022         | 69           |

## 駅周辺
- 宝松寺
- 山口物流産業団地
- 山口郵便局
- 深溝郵便局
- 国道190号
- 山口県道212号山口阿知須宇部線

## 隣の駅
西日本旅客鉄道（JR西日本）
■宇部線
上嘉川駅 - 深溝駅 - 周防佐山駅